# ムーンナイト (マーベル・コミック)
ムーンナイト（Moon Knight）は、マーベル・コミックより出版されるコミック作品に登場する架空のキャラクター、スーパーヒーローである。1975年8月にダグ・メンヒとドン・パーリンによって創造され、『ウェアウルフ・バイ・ナイト』第32号でデビューした。その5年後に個人タイトルがスタート。

## 概要
『Werewolf by Night』第32号で初登場。金持ちの同好会コミッティーに1万ドルの報酬で雇われ人狼ジャック・ラッセルを捕らえることに。このときコスチュームと銀の武器を与えられた。ムーンナイトはこの仕事をやり遂げるが、コミッティーがジャックの妹リッサ、ジャックの恋人トパーズも拉致し、捕縛し天井から吊し上げているのを見る。さらにコミッティーがジャックとリサをペットや武器として扱おうとしているのを知ると翻意し、１万ドルを得た上でジャックを檻から助け、コミッティーを退散させた。

## 略歴
本名はマーク・スペクター(Marc Spector)。白妙のコスチュームに身を包んだ元傭兵のクライムファイター（=犯罪者対策専門の英雄）で、Moonknight・The Fist of Khonshuとして知られる。解離性同一性障害/多重人格を発症している。
イリノイ州シカゴ出身。父親はユダヤ教の聖職者(ラビ)。幼少期に接触した元ナチスの連続殺人犯のせいで多重人格となった説がある。
元ボクサーであり、海兵隊にいた頃は奇襲部隊に所属していた。軍を辞めた後はその経験を活かし傭兵となった。やがてマークはテロ組織の一員となり、凶悪なテロリストであるラウル・ブッシュマンに次ぐ副司令官となった。スーダンでの活動中、ブッシュマンの傭兵部隊はドクター・ピーター・アラウネとその娘マレーネが管理する遺跡の発掘現場に遭遇した。芸術品に興味を示したブッシュマンはドクターを殺害し、略奪する。横暴な行為に嫌気のさしたマークは逆らい立ち向かったが、敗北し重症を負わされエジプトの砂漠に置き去りにされ瀕死状態だった。そんな彼を憐れんだ遺跡の作業員たちはマークの身体をコンシュー像の前まで運んだ。すると神秘的な力が働き、止まっていたマークの心臓を再び動かし彼は生き返った。
この復活劇を月の神コンシューのおかげだととらえたマークは、古代の神に仕えることを誓い復讐の騎士となることを決意した。ブッシュマンの舞台を殲滅し復讐を遂げたマークは、コンス像をアメリカに持ち帰ると、マスクとコスチュームを身につけニューヨークを拠点とするヒーロー活動を行うようになった。

## 能力・武器

### 特殊能力
特殊能力はコンスへの崇拝が必要であるため、崇拝をしていない現在は無くなっている。
超人的な身体能力
通常の人間より、耐久力・攻撃力・走力が高い。
優れた視力
暗闇の中でも物を見ることができる。
月の満ち欠け
月の神からパワーを与えられたため、月の満ち欠けに大きく影響を受け、満月の際には最大の力を発揮。
夜間は不老不死となる。
自己再生能力
素早く傷を癒すことができる。
影
影となって移動することが可能。

### 特殊技能
多重人格
富豪のスティーヴン・グラントや、タクシー運転手のジェイク・ロックリーなどの人格を作り出し、ニューヨークの世界を様々な視点で見ることができる。他にもスパイダーマン、ウルヴァリン、キャプテン・アメリカの人格ができたこともあり、頭の中で彼らと会議を行ったりする。
総合格闘術
ボクサーや軍隊の経験から高い戦闘技術を持ち合わせており、ヌンチャク、ブーメラン、斧、弓といった様々な武器を駆使して戦う。
高い操縦技術
バイク、ヘリコプター、飛行機などの様々な乗り物の操縦が可能

### 武器・装備
コスチューム
白色を基調としたデザインのコスチューム。マントはグライダーにもなる。
クレセント・ダーツ
三日月型の手裏剣。
ムーンコプター
三日月型のヘリコプター。

### 弱点
精神病
多重人格や殺人の経験により、精神に異常をきたしている。そのため、他のヒーローとの協調が取れないことや躊躇なく悪人を殺してしまう。

## 関連人物

### 主な仲間
マレーネ・アルラウネ (Marlene Alraune)
ソーシャル・ワーカー。美術史の博士号を持つマークの恋人。父が考古学者ピーター・アラウネ。
スーダンで命を救ってくれた経験からマークに惹かれる。
フレンチー (Frenchie)
本名：ジャン=ポール・"フレンチー"・デュシャン (Jean-Paul Duchamp)
フランス人の元軍人・傭兵で、傭兵時代にマークと出会い親友となる。
ムーンナイトの執事・運転手をしている。ムーンコプターの修理や操縦など様々な技能を持つ。ゲイである。
バートランド・クロウリー (Bertrand Crawley)
ホームレス。別人格のジェイクが入手した情報をクロウリーに伝え、他人格へ情報を提供する。
何回でも再利用のできるティーバッグを常に所持している。
コンス（Khonshu）
エジプトの月の神/復讐の神。瀕死状態のマークを自身の力で救い出し、その後スーパーパワーを授けた。

### 敵
シャドウ・ナイト / マチェット (Shadow Knight / Hatchet-Man)
本名：ランドール・スペクター
マークの弟で同じく傭兵。快楽殺人者。ミッション中にマークを裏切るが、手榴弾を暴発し瀕死状態になってしまう。それ以降マークを恨んでいる。ムーンナイトとして活動をしていることを知り、自身も白装束のスーツを纏いマークの前に立ちはだかる。
ラウル・ブッシュマン (Raoul Bushman)
元軍人・傭兵。報酬を貰い殺人・テロを行う。マーク・ランドールの傭兵時代の上司であり、スーダンでマークを瀕死状態にした張本人。
ミッドナイトマン (Midnight Man)
本名：アントン・モガート
著名な美術品収集家として知られているが、コレクションの多くは盗みを働くことで入手していた。
アーサー・ハロウ（Arthur Harrow）
ノーベル医学賞候補の天才外科医・マッドサイエンティスト。

## その他のバージョン

### アポカリプス・ウォーズ
『en:Extraordinary X-Men Extraordinary X-Men』においては、別世界における女性版のムーンナイトが、カート・ワーグナー/ナイトクローラーに殺される前の“Horsemen of Apocalypse”の1人として登場する。

### 『Deadpool Kills the Marvel Universe Again』
『Deadpool Kills the Marvel Universe Again』においては、ムーンナイトの別世界版が登場する。彼はウェイド・ ウィルソン/デッドプールによる複数のヒーローの殺害を調査し、最終的に彼らが殺される前に洗脳されていたことを発見した。

### Earth-818
『Avengers Forever』では、アース818版のムーンナイトであるマリアマ・スペクターが登場。ヨハン・シュミット/ブラック・スカルに対するレジスタンスの一員である。

### 『ハウス・オブ・M』
『ハウス・オブ・M』においては、マグニートーに対するルーク・ケイジのレジスタンスの一員として登場。

### 『インフィニティ・ウォー』
『インフィニティ・ウォー』では、アダム・ウォーロックによって生み出されたムーンナイトのクローンムーンシェードが登場する。

### 『Infinity Warps』
『Infinity Warp』では、“インフィニティ・ジェムズ”によって生み出されたムーンナイトとピーター・パーカー/スパイダーマンの融合体であるピーター・スペクター/アラクナイトが登場する。

### 『Marvel 2099』
『Marvel 2099』では、本作のストーリーにおけるムーンナイトが登場する。

#### Unidentified Moon Knight 2099
1998年3月の『Manifest Destiny』の『2099』には、正体不明の女性版ムーンナイトが登場。地球の月面都市“アッティラン”で犯罪と戦っていた。後に彼女はウアトゥを説得し、“ファンタスティック・フォー”を処分しないよう説得した。

### 『マーベル・ゾンビーズ』
『マーベル・ゾンビーズ』 では、アース2149からゾンビ化したムーンナイトが来訪する形で登場した。

### 『オールドマン・ローガン』
『オールドマン・ローガン』では、アース807128のムーンナイトが登場。

### 『S.H.I.E.L.D.』
『S.H.I.E.L.D.』第1号ムーンナイトの古代エジプトの化身が登場。

### 『シークレット・ウォーズ』
『シークレット・ウォーズ』においては、いくつかの別世界のムーンナイトが“バトルワールド”の住人として登場。
- “焜伦”においてムーンナイトは、“Faces of the Moon”と呼ばれる一派のマスターである。彼はトーナメントでシャン・チーに敗れている[19]。
- エジプトでは、ムーンナイトは狼男であり、コンスのエリート戦士である“ムーンナイツ”の一員である[20]。
- マーヴィルでは、ムーンナイトが双子のザックとゾーイの気を引くために戦っている[21]。

### 『アルティメット・マーベル』
『アルティメット・マーベル』では、アース1610出身のムーンナイトが登場する。このバージョンはNavy SEALsの一員であり、その能力は“超人血清”を再現しようとして失敗したことに由来する。米軍を退役後、一時的にパラディンとなり、“ロクソン社”で働く。

### 『Universe X』
『Universe X』では、アース9997出身のスペクター/ムーンナイトが登場する。このバージョンは“リ・アニメーター”の使用により事実上不死身であるが、マー・ベルに石を奪われると、スペクターはついに命を落とし、“コズミック・キューブ”の欠片を使ってパーソナライズされた死後の世界を作り出す。

## MCU版
マーベル・シネマティック・ユニバース（MCU）では、オスカー・アイザックが演じる。日本語吹替は関智一が担当する。
本項は、“アース616”（正史の宇宙）におけるムーンナイトを主軸として表記する。

### キャラクター像
解離性同一性障害を患ったことから、1つの身体に複数の人格を有するアメリカ人男性。現在のところ、“マーク・スペクター”、“スティーヴン・グラント”、“ジェイク・ロックリー”という3つの人格が確認されており、身体の主導権（制御権）を握って表に出ている1つの人格は、主に鏡面反射を通して内側に留まる他の人格と対話することができ、別の人格に主導権を交代するには、その時点で表に出ている人格が同意しなければならない。マークによると、彼とスティーヴンの棲み分けが上手くできていたが、現在では表に出た人格の方が強くなっている様子である。
マーク・スペクター / ムーンナイト（Marc Spector / Moon Knight）
主人格。1987年3月9日生まれ。イリノイ州シカゴ出身のため、シカゴアクセントのアメリカ英語で会話する。幼少期は父イライアス、母ウェンディ、そして弟のランドールと共に暮らし、大好きな映画『トゥーム・バスター』の影響から怖いもの知らずな少年だったが、ある雨の日に母からの注意に反して探検に入った洞窟で、連れ出していたランドールを雨の水害で事故死させてしまい、そのことを恨んだウェンディに、弟の葬儀から罵言を浴びせられ、暴力を振るわれ続ける日々へ追いやられ、このことへの恐怖とランドールの死に対する深い罪悪感から解離性同一障害を患ってしまった。
ティーンエイジャーの頃に虐待に耐え兼ねて家出するとアメリカ海兵隊に入隊し、患った障害も安定させたが、極端なトラウマから発作による徘徊を何度も起こしたために除隊となり、仕方なく元上官兼相棒のラウル・ブッシュマンの助力を得て傭兵に転身すると、エジプトの寺院の盗掘作業にあたった。しかし、作業中にその場を目撃したアブドゥラ・エル＝フーリーの発掘隊を皆殺しにするよう命令を受けると、それを拒否してアブドゥラたちを庇おうとするも、彼らを殺害されてしまい、自身もブッシュマンの裏切りに遭って瀕死の重傷を負わされ、自決しようとしたところに邂逅した古代エジプトの月の神コンスとアバターとしての契約を結び、夜の旅人などの弱者を守るために、彼らを狙う悪党を制裁する“制裁の拳、ムーンナイト”となった。
以降は、ドバイやガボン、ニューヨークなどでコンスの指示で殺人犯や略奪者などの悪党を制裁し続け、やがてアブドゥラを救えなかった自責の念から、彼の娘のレイラ・エル＝フーリーと出会い、彼女の父親の死の真相を打ち明けようとしてもできないまま、親密な仲となった彼女と結婚。コンスからアメミットの墓を探す労働を強いられたことで、レイラと発掘や盗掘などの冒険ばかりの結婚生活を送った末、コンスが彼女を自分の次のアバターに据えようと狙っていると思い込み、無署名の離婚届を残してレイラの元から離れた。
そしてウェンディの訃報をイライアスから知らされてシヴァに赴くも、直接参加せずに母の死に直面し、弟を死なせた悔恨の念と、これに起因する家庭崩壊、最終的に母を不幸にしてしまったという極度の歪んだ自己嫌悪からその人格が破綻し、身体の主導権は完全に副人格のスティーヴンへと移行してしまった。
ここまでの生い立ちから現在では、実戦において敵対者に容赦なく力技でねじ伏せるほどの勇ましさと冷徹さを見せる一方、普段は虚ろ目をして他者へ率直に話ができず、頑固で悲観的なだけでなく、レイラにアブドゥラの死の真相と彼女の元から離れた理由や、スティーヴンの人格が生まれた経緯を当人たちに隠し続けて苦悩するなど、不器用で影があるが、全く無個性な人物ではなく、時に焼きもちを焼くこともあるほどレイラに本物の愛情を秘め、表に出たスティーヴンにも要所要所で様々な助言を与えたり、未成年と対峙した際には深く傷付けたり手にかけることを拒否するくらいの倫理観までを持ち併せ、重要な“スカラベ”をうっかり落としたり、突然の問いかけに戸惑って適した応答ができなかったり、タウエレトや“アアル”への砂漠を初めて目にした際にオーバーリアクションで絶叫したり、スティーヴンとの複数のやりとりで激しく取り乱すほどの脆い精神性に加えて、彼との再会も抱き合って大きく喜ぶなど、ストレートなヒューマニティを秘めている。
スティーヴン・グラント / Mr.ナイト（Steven Grant / Mr.Knight）
一人目の副人格。母から虐待を受けていた頃のマークの内側に彼の現実逃避の目的で生まれ、その名前の由来は『トゥーム・バスター』の主人公の考古学者の名を取っており、イギリス英語で会話する。しかし、マークの悲しみから彼の愛情の理想が擬人化した存在であるため、自分がマークの副人格であるという事実に気づかず、虐待を受けていた出来事も忘れ、母親に愛された子ども時代を過ごしたと思い込んでいた。そのため強い道徳観を持ち、誰に対しても温和で愉しげなヴィーガンだが、おどろおどろしく、通勤中のバスの車内で他の乗客に寄りかかって居眠りするだけでなく別の乗客の新聞をふと覗き見てしまったり、ナショナル・ギャラリーの同僚たちに押し回されてばかりの毎日を過ごすなど、臆病で遅刻癖まで持ったうだつの上がらない男である。
ウェンディの死後に、マークの人格が破綻したことから本格的に表に出て、ロンドンでナショナル・ギャラリーのギフトショップのスタッフとして働き、私生活ではペットである片鰭の金魚の“ガス”や、パフォーマーのバートランド・クロウリーに話しかけ、そして既に存在しない母親にも不定期に電話をかけるなどの暮らしを送っていた傍ら、自分を睡眠障害を有していると思い込むほど就寝中に無意識の行動をしてしまうことに悩まされていた。
そんな日々が続いていた中で、アーサー・ハロウやコンスに遭遇し、スカラベを巡る騒動と危険な状況に次々と直面してひどく混乱する羽目になり、当初はそんな厄介事に怯えて逃げようとするばかりだったが、主人格として声をかけてきたマークの影響や、新たに出会ったレイラの危機、そしてコンスのアバターとしてのスーパーパワーの存在も知らされたことで“Mr.ナイト”となり、徐々に困難に立ち向かう自信と勇気も身につけていく。
ジェイク・ロックリー（Jake Lockley）
もう一人の副人格。現時点ではどのような経緯でこの人格が誕生したのかは不明で、マークとスティーヴンにもその存在を了知されておらず、ラテン系のスペイン語を話す。口笛を吹く一面もあるが、ただならない殺気を放つほどの鋭い目つきをしており、マークやスティーヴンが窮地に陥った際に突如表出して身体の主導権を握り、彼らの敵対者を徹底的に叩きのめして命まで奪ったり、ハロウを連れ出して使用済みとなった車椅子を蹴り捨てるなど、極めて武骨かつマーク以上に残忍な性質の持ち主である。
自身もコンスとアバターとしての契約を結んでいたようで、その性質からコンスに彼のアバターとして最も適した者と気に入られており、マーク及びスティーヴンがハロウとの戦いを制してアメミットを封印し、コンスのアバターとしての役割から解放されても、自分との契約は継続していた様子で、コンスの指示によりハンチング帽と黒い革製の手袋を身につけ、ハロウの後始末に赴いている。

### 能力
マーク
兵士として鍛えられたことから荒削りな徒手空拳による格闘戦や武器による白兵戦双方に長け、一定のパルクール技能も有しており、状況にもよるが並の人間なら複数同時に相手どっても力尽くでねじ伏せられる戦闘能力を持ち、後述のスーツを身に纏ってムーンナイトになることで、その実力がより向上する。また、アメリカ英語だけでなくアラビア語を話す言語力も有している。
スティーヴン
マークが結婚していたレイラの影響から、ロンドンで暮らし始めた頃にエジプト神話を中心とした古代エジプトの歴史や遺跡、ヒエログリフなどに造詣が極めて深くなり、プライベートでの独学に明け暮れたことから、これらに関して専門家並みの知識量を持つ。加えて、マークと異なり他者へ率直に話をする人柄から、簡単な交渉術も見せる。また、元来の臆病さも手伝って当初実戦能力は皆無に等しかったが、その心身の変化に伴ってMr.ナイトとしてハロウらに挑んだ際には、マーク/ムーンナイトに勝るとも劣らないほど独特でアグレッシブな攻め込みと、軽やかな身のこなしを披露するくらいにスーツの能力を活かせるセンスまで発揮できるようになった。
さらに、マークとスティーヴンが互いの存在を認め合うと、戦闘時には双方の人格が交互に表に出て各々の攻撃を敵に繰り出すという多重人格ならではのユニークな戦法が可能となった。

### 武装・ビークル
スーツ
コンスの力を分け与えられたアバターが“召喚”して身に纏うことができる「コンスの神殿の儀礼用アーマー」。アバターの意思とコンスの力により、ミイラを思わせるような複数のくすんだ白い包帯がアバターの背部から現れながら全身を覆い、アバターが想像したデザインに低速で組み立てられる。アバターが着用を解除する際には、包帯が解かれるように消失し、頭だけなど部分的に消失させることもできる。
現在のところ、マーク/ムーンナイトが身に纏うタイプとスティーヴン/Mr.ナイトが身に纏うタイプの2種類が登場しており、共通点としては身に纏ったアバターの両目が常に白く発光し、自動車のバンパーに指をめり込ませながら外してしまうほどの握力や優れた敏捷性、ジャッカルの攻撃や車の衝突を受けても耐え抜く強靭性、身体を貫かれても僅かな時間で回復する驚異的な治癒力などの超人的な身体能力に加えて、星座操作や封印の呪文といった古代エジプトの神々と同等の超能力・魔法もアバターに付与される。しかし打撃や銃撃にも破損しない一方で、常人による槍での刺突攻撃に貫通してしまうことからスーツ本体の防御力はそれ程高いとは言えない様子である。また、スーツを身に纏っている最中に別人格が表に出るとそれに合わせてスーツのデザインも変化し、その際も包帯が現れて全身を覆う形で変化する。
ムーンナイト仕様
マーク/ムーンナイトが召喚・着用するタイプのスーツ。そのデザインは身体にミイラのような襤褸切れを纏ったコンスと酷似しており、くすんだ白を基調色とし、包帯をそのまま全身に巻いた意匠とアクセントの金色の装飾、後述のクレセントダーツがシンボルとして収められた胸部プレート、灰色のロインクロス、両前腕の籠手、ダークカーキのブーツで構成され、特有のパーツとして包帯で包まれた頭部に浅く被さるフードと背中に羽織るロングマントが付属する。また、胸部プレートと両大腿部には、呪文と思しきアラビア文字が施されている。
マントは三日月状に展開すると、高所から下降する速度を抑え、宙も滑空できるというパラシュートやハンググライダーのように機能するほか、大きく翻すことで弾丸を防ぎつつ跳ね返すことも可能。
Mr.ナイト仕様
スティーヴン/Mr.ナイトが召喚・着用するタイプのスーツ。レイラと共にジャッカルに追い詰められたスティーヴンが彼女やマークからスーツの召喚を促されてパニックになりながらも咄嗟に「スーツ！、スーツ！」と叫びながら頭の中で思い描いたスーツのデザインで形作られた。そのため、ムーンナイト仕様のスーツよりもやや明るめの白を基調色とし、イギリス式のスリーピース・スーツとヘリンボーンのワイシャツにネクタイ、手袋、包帯の意匠があるシューズ、頭頂部から右顎に伸びる縫い目のようなラインと額の三日月のシンボルが特徴の覆面で構成される。また、このタイプのスーツ特有の能力なのかは不明だが、着用するアバターが思い描いた武器を生成することも可能。
クレセントダーツ（Crescent Darts）
マーク/ムーンナイトが主な武器として使用する、中央と両端にヒエログリフが刻まれた三日月型の黄金の刃。ムーンナイト仕様のスーツの胸部プレートに収められ、使用したい枚数を引き出すことができ、ナックルダスターのように装備して、斬撃や刺突、投擲攻撃などに行使される。
トランチョン
はじめてMr.ナイト仕様のスーツを着用したスティーヴンが、思いがけずスーツのポケットに両手を差し込んだ際に生成されて取り出した一対の警棒。銀色の本体に描き込まれた黒いヒエログリフと金色の両端が特徴で、ワイヤー付きグラップリングフックの射出機能も備わっている。
主にスティーヴン/Mr.ナイトの打撃・投擲用武器として使用されるが、マーク/ムーンナイトもスティーヴンがハロウに弾き返されたものをキャッチして使っている。
このほかにも、マークがベックから取り上げたM1911を持ち構え、ムーンナイトのパワーを失った状態でハロウの信奉者らに対してアレクサンダー大王のミイラが握っていた金の斧を振るったほか、スティーヴンはハロウの信奉者にカップケーキをぶつけ、Mr.ナイトとなった際にはジャッカルに対して朽ちた車輪を、アアルへの砂漠では“亡者”にバットをそれぞれ打撃に使っている。また、ジェイクはハロウの射殺時にサプレッサー付きのベレッタと思しきハンドガンを用いている。
専用のビークルは現時点で存在しないものの、アルプスにおいて、ハロウの信奉者らに追われはじめたスティーヴンが逃亡目的で「カップケーキ号」と呼んだメルセデス・ベンツ・スプリンター（初代）を即席で無免許運転し、ハロウの後始末の際にはジェイクがナンバープレート部分に“SPKTR”と記された白いリムジンを運用している。

### 自宅
ロンドン市内の2階建てバスが走る車道沿いに構えられた、多階建ての古びた複合施設内にあるアパートの屋根裏部屋（502号室）。かなり広い室内には、エジプト考古学に関する文献などが多数収められた大きな本棚をはじめ、ガスを飼育する水槽、ベッドなどの家具が設置されている。天井には、マークによって、彼とレイラやほかの知人との連絡用のフィーチャーフォンと貸倉庫の鍵が隠されていた。自分が就寝中に無意識の行動をすると悩んでいた頃のスティーヴンは、ベッド下の周囲に足跡が残るように蒔く砂、玄関ドアの端に貼るダクトテープ、就寝中の自分の右足を縛るゴムバンドなどの道具を使ったり、眠らないようにする際にはアプリの“スティング・アウェイク”の操作やルービックキューブいじり、読書とヒエログリフの勉強に励むなど、夢遊病対策に尽力していた。

### 各作品での活躍
『ムーンナイト』
演 - オスカー・アイザック（本編）、カルロス・サンチェス（幼少期）、デビッド・ジェイク・ロドリゲス（ティーンエイジ）
日本語吹替 - 関智一（本編）、白石涼子（幼少期）、田中光（ティーンエイジ）
第1話
ロンドンに住んでいたスティーヴンは、前述の悩みをかかえながら冴えない日々を送っていた。そんなある日の夜、帰宅していつもの夢遊病対策に励んでいると突然意識を無くし、目を覚ますと殴られたように顎が外れかけ、謎のスカラベのオブジェを所持した状態で見覚えのないアルプスの草原に倒れこんでいた。そこから脳内に「マークに身体の制御権を渡せ」と幻聴が聞こえ、動揺する銃器で武装した男たちに何故か追われはじめ、訳が分からず逃げ込んだ麓の村の人混みに紛れると、追手たちのリーダーであるハロウが行う“天秤の裁定”を村人たちに下す判決式に遭遇。それを終えたハロウからスカラベを返すよう迫られ何度も渡そうとしたが、体が自分の意思に反してハロウに抵抗してしまい、彼の信奉者らが襲ってくると、知らないうちに周りで信奉者らが血まみれで転がっている光景が広がって恐怖に駆られ、スカラベを持ったままその場に止められていたバンに乗り込んで山道を逃走。再び発生する幻聴と度々遠のく意識に翻弄されながらカーチェイスの末に武装した追手をなんとか振り切ると意識が飛んで自宅のベッドの上で起き上がり、夢だったと安堵した。だが、ペットのガスが2枚の鰭になっていたことや、デートの約束の日付から2日も経ったことに異変を察し始め、続いて自宅の天井から前述の携帯と鍵を見つけ、マークの安否を確かめるレイラからの電話に出て切られた直後にまたもや幻聴が聞こえると、今度はポルターガイストに出会してコンスの姿を目撃するなど混乱を深めてしまう。そこからまた意識が遠のくと今度はバスの中で目を覚まし、車窓と車内でコンスとハロウそれぞれに追われていると気付くと職場の博物館に逃げ込み、その先に現れたハロウから再びスカラベを返すよう求められつつアメミットの解説と天秤の裁定を受けるが、「混沌を抱えている」と言われてその場は難を逃れた。だが仕事を終えて退勤しようとした夜、ハロウが召喚したジャッカルに追い回されてしまい、逃げ込んだスティーヴンは、自分に語りかけてきた合わせ鏡に映るマークと初めて対話し、不安になりつつも彼に身体の制御権を託した。そして表に出たマークはムーンナイトとなり、ジャッカルを叩きのめした。
第2話
翌朝ベッドで寝ていたスティーヴンは、目覚めて再び博物館へ足を運ぶと、防犯カメラの録画映像を観て昨晩の出来事が夢ではないことを確信し、博物館のトイレを壊したことで仕事を解雇されてしまったが、自分が正気であることを確かめるため、家にあった鍵がどこの貸倉庫のものなのかを突き止めることにした。何とか貸倉庫を見つけて訪ねると、マークの荷物やスカラベを見つけたスティーヴンは、そこの壁に映ったマークから彼の素性を聞かされ、同時に現状解決のために身体の制御権を託すよう頼まれるが、拒否したスティーヴンはマークの荷物を警察へ提出し、病院に行こうと決め、威嚇に現れたコンスからも絶叫しながらその場を後にした。すると今度はレイラと出会い、マークの妻を自称する彼女が運転するスクーターに乗り、一緒に帰宅するが、自分をマークと思い込むレイラといまいち話が噛み合わず、レイラに貸倉庫から持ち出した荷物を見せようとするスティーヴンにマークは焦って「彼女が殺される！」と警告するが、スティーヴンはスカラベをレイラに渡した。そこへハロウによってボビーとビリーが警察官として現れ、パスポートの偽造と窃盗の容疑でスティーヴンは身柄を拘束されてしまった。更にボビーらからマークがエジプトの発掘現場を襲った傭兵で、国際指名手配犯であると知らされるとハロウの元まで連れて行かれ、ハロウから彼が以前は自分もコンスに仕えていたこと、アメミットの理念こそ悪の根絶に必要であると聞かされるが、それを疑問に感じたスティーヴンは反対し、スカラベの譲渡にも応じなかったが、レイラが駆けつけると、ハロウが攻撃として召喚した2体目のジャッカルにスティーヴンたちは追われてしまう。鍵付きの部屋に逃げ込むと、ジャッカルに挑むためにレイラからスーツを召喚するよう頼まれ、マークに身体の制御権を奪われる恐れも手伝ってそれを拒否しながらも、ジャッカルに部屋の外へ突き落とされると、Mr.ナイトとなった。スティーヴンは意を決してレイラと共にジャッカルに挑むが苦戦し、マークは街の人々に被害を出さないためにスティーヴンから制御権を託されると、ムーンナイトとなってロンドンの街を駆け抜け、ジャッカルを倒した。だがマークは戦いの最中にスカラベを落としたことに気付き、鏡に映って自分たちの問題を理解せずに身体を返せと訴えるスティーヴンに対して、この仕事を果たせば自分は消えると明言しつつ口論となって強引に彼を押し込んだ。そこへ現れたコンスからスカラベを入手したハロウを追うよう伝えられたマークはエジプトへ向かった。
第3話
カイロに赴いたマークは、見つけたハロウの信奉者らを容赦なく殴り伏せてハロウの行方を聞き出そうとしたが、スティーヴンに無理矢理阻止されたり、意識が遠いた際に信奉者らが死んでいたことから失敗すると、コンスによって召集された“エネアド”の会合のためにギザの大ピラミッドの議場に立ち、開かれた審問でコンスと共にエネアドのアバターたちへアメミット解放を目論むハロウを裁くよう訴えた。たが、コンスがほかの神々から忌避されていたことや、同じく召喚されたハロウの主張で自身の精神的な問題も認めてしまったため、結局エネアド一同の協力も得られず、ハロウすら取り逃がす結果となった。
しかし、ヤツィルから情報を得てレイラとも再会すると、暫くぶりに彼女と交流し、モガート邸に到着。迎えたアントン・モガートが所有するセンフーの石棺の棺材を、マークはスティーヴンの助言で織り始めたが、この行為でモガートらと一触即発状態寸前となり、乱入してきたハロウの煽りもあって乱闘に突入してしまった。マークはスーツを召喚して応戦し、またしてもスティーヴンの妨害も受けたものの、モガートらを一蹴しレイラの窮地を救い、棺材の入手を果たしてその場を後にした。その直前にハロウが嘯いていた話にレイラから緩やかな疑念を抱かれながらもマークは、彼女の頼みを受けて一旦身体の内側に渋々引き、表に出たスティーヴンは棺材を解読して、2000年前の星の位置関係を確かめるために、スーツを召喚してコンスと行った星座操作の結果、アメミットの墓の座標特定成功に貢献した。たがその最中に、他の神々によってコンスが封印されたため、自分もアバターの力を失って一時的に気絶した。
第4話
意識を取り戻したスティーヴンは、内側にいるマークとこれまでの出来事から身体の制御権や恋し始めたレイラとの仲について移動中の車内と辿り着いたアメミットの墓で口論を繰り返し、レイラとはマークが一度失踪した理由を打ち明けた挙句、クライミング技能を教わりながらキスを交わして、侵入した墓に関する知識の話で盛り上がるなど距離を縮めながら奥へ進むが、遭遇したヘカの司祭の1体を倒した際に離れ離れになってしまった。それでも単身で石棺を発見し、その中のアレキサンダー大王のミイラの咽喉からアメミットのウシャブティを発掘したが、駆け付けたレイラにアブドゥラの死の真相を尋ねられると、表に出たマークはその全てを打ち明け、愕然としてしまった彼女を守るために、現れたハロウらに対して殿を務め、スーツ無しで応戦するもののハロウに心臓を撃ち抜かれてしまい、水辺に沈んだ。
そしてマークは、羅列が回らない状態で拘束バンド付きの車椅子に座り、レイラやクロウリーたちに瓜二つの人物が点在する病棟内で目を覚まして、ハロウ似の精神科医に対面すると動転し、廊下へ飛び出して院内の石棺の1つに閉じこめられていたスティーヴンと物理的に再会。更に廊下のドアの1つを開けるとタウエレトと遭遇した。
第5話
タウエレトから今居る場所が冥界の“ドゥアト”の船の中だとスティーヴンと共に知らされたマークは、楽園のアアルに行けるか、ドゥアトを彷徨い続けるかの審判を下されると聞くと、それを拒否してハロウを止めるべくコンスを解放させてアバターとして復活するために現世に戻ることをタウエレトに嘆願。復活しても死んだ所に戻るから無意味と指摘されながらも、そのためには船が楽園アアルに到着する前にマークとスティーヴンが双方の隠し事を打ち明け、“正義の天秤”を釣り合わせて“オシリスの門”を通過する必要があり、それを果たさなければ強制的にドゥアトを彷徨う結果になるとタウエレトから教えると、マークとスティーヴンは船内に戻った。
ハロウ似の精神科医の前に突然戻されて、彼から自分の記憶がすべて嘘だと否定されることが度々あり、スティーヴンに対して必死に隠そうとしたもののマークは、ムーンナイトとして手にかけてきた多数の悪人、幼少期にランドールを巻き込んで死なせてしまった事故、それに起因したウェンディからの日常的な虐待と二重人格になった経緯、アブドゥラの発掘グループの殺害阻止の失敗後のコンスとの契約の瞬間などの過去の光景をスティーヴンに知らされることになった。スティーヴンも自分の方がマークに空想の産物として生み出された人格であった真実にショックを受けるが、母親は実はすでに亡くなっていたことを内心で了知していたが、まだ元気に生きていると決めつけた母親を電話相手とする幻想に浸っていたと認め、ウェンディの葬儀の光景を目の当たりにした際に、多くの罪悪感から現実を受け止められずに苦しんでいたマークへ「君は悪くない」と理解の声を掛けた。
すると、天秤が釣り合いかけたところでオシリスの門の手前に船が止まってしまい、かつてマークが制裁を加えた亡者らが乗り込んで来ると、マークは応戦。劣勢になった彼を救おうと奮起したスティーヴンも生身で立ち向かい、形成逆転したのも束の間、別の亡者からマークを救おうとして勢い余ったスティーヴンは砂漠に落ちて石化してしまった。すると天秤が釣り合い、マークだけがアアルに辿り着いた。
第6話
立ち尽くすマークは、アアルに辿り着けたことをタウエレトから祝されるが、自分だけ安息を味わいスティーヴンが永遠に砂漠に留まることを良しとせず、彼を救いに行くと決心した。するとすぐさまマークの周囲は砂漠に戻り、目の前にいたスティーヴンにマークは「幼少期の俺はお前に救われた、お前こそが俺のスーパーパワーだった」と吐露して、調和が取れた心臓をスティーヴンと共有し彼の復活に成功。再会を喜び合う2人は、タウエレトが船で砂嵐を防いでくれたことに感謝しながら、開門したオシリスの門を急いでくぐり現世への復活を果たした。
そしてコンスが解放されていたためムーンナイトの力も戻り、撃たれた傷が癒え、スーツを身に纏ったマークはコンスと再会。アメミットを倒せと指示する彼に、スティーヴンがアメミットを倒したらその見返りとして自分たち2人をアバターの契約から解放するように要求し、渋々同意させた。再び表に出たマークがアメミットとハロウの元へ滑空し、大ピラミッドの頂上でハロウと一騎討ちとなると、空中戦の末に落下したカイロ市内に戦地が移り決戦に突入。スカーレット・スカラベとなって加勢したレイラと再会を喜び合って、彼女との共闘でハロウや彼の信奉者らとの激しい戦いとなり、マークとスティーヴンは交互に入れ替わりながら各々の戦法で善戦するがあと一歩及ばず、アメミットに挑んで劣勢となったコンスにシンクロするかのように自身もハロウに再び生命を奪われる寸前に追い詰められた。だが突然僅かな間だけ意識が飛んで再び戻ったマークは、ハロウが周囲の信奉者諸共倒されている光景に直面し、スティーヴン共々自分がやった訳ではないと戸惑いつつもマークは、レイラと力を合わせてハロウの身体にアメミットを封印。コンスからとどめを刺すよう指示されるが、レイラから選ぶ自由を指摘されたマークは「やりたいなら自分でやれ、俺たちを解放しろ」と逆らい、承諾したコンスによってマークとスティーヴンはアバターの契約から解放された。
その戦いの後に見た夢の中で、マークとスティーヴンはドゥアトに彷徨い込んだ時と同様に精神病棟にいたが、目の前のハロウ似の精神科医に「先生こそ現状を把握できていない」と指摘して別れを告げた。自宅のベッドで目を覚ましたスティーヴンは、マークと2人で共存できていることに喜びあった。
しかしミッドクレジット・シーンにおいて、これまでアルプスやカイロでマーク及びスティーヴンの意識が飛んだ際に表に出て敵対者を惨殺していたジェイクが、コンスの指示でシェンキェヴィチ精神病院に赴き、入院していたハロウをリムジンに乗せ込んだ。そんな彼を「お前の負けだ」と罵りながらコンスの目の前で始末し、リムジンを走らせるカットで幕を閉じる。

#### 別アースでの活躍
アース616での登場ではないが、マーベル・スタジオが製作した作品に登場する。
『ホワット・イフ...？』シーズン3第1話

## その他のメディア

### テレビアニメ
- ダグ・メンヒによれば、ムーンナイト・シリーズは東映によって日本での制作がライセンスされていたが[34]、実現しなかった代わりに1979年から1980年にかけて漫画として連載された。
- 『アルティメット・スパイダーマン』：シーズン4第102話『The Moon Knight Before Christmas』（日本放送版では第92話『ムーンナイト・クリスマス』）に登場し、ディードリック・ベイダーが声をあて[35]、ピーター・パーカー/スパイダーマンとの共闘が描写される。
- 『アベンジャーズ・アッセンブル』：ギデオン・エメリーが声をあてた[36]。本作ではバトルワールドのエジプト領に一時的に転送されたピラミッドの守護者である。スティーブ・ロジャース/キャプテン・アメリカからアベンジャーズへの参加を提案されるが、ムーンナイトは封印された悪を抑えるためピラミッドに残ることを選ぶ。
- 『マーベル スパイダーマン』：シーズン4第54話『Vengeance of Venom』（日本放送版では『ヴェノムの復讐』）に登場し、ピーター・ジャイルズが声をあてた[37]。本作のスペクター/ムーンナイトは親しい人が殺された後、皮肉屋なサバイバリストとなり、ムーンナイトであることを放棄するに至った。ムーンナイトの正体を名乗ることに消極的だったスペクターだったが、クリンターとの戦いの際にスパイダーマンを救い、その最中、メイ・パーカーの激励を受けて再びムーンナイトとなり、エイリアンとの戦いに協力する。

### ビデオゲーム
- 『Spider-Man: Web of Shadows』：アシストキャラクターとして登場し、ロビン・アトキン・ダウンズが声をあてた。フェリシア・ハーディ/ブラックキャットと戦うスパイダーマンを助けた後、彼と協力してウィルソン・フィスク/キングピンの違法行為を妨害し、シンビオートを撃退した[38]。
- 『Ultimate Marvel vs. Capcom 3』：クリント・バートン/ホークアイのエンディングに“ウェストコースト・アベンジャーズ”の一員として登場する。
- 『Marvel Pinball』・『Pinball FX 2』：トロイ・ベイカーが声をあてた[39][40]。
- 『Marvel Avengers Academy』：アラン・アーデルバーグが声をあてた。
- 『LEGO®マーベル アベンジャーズ』：キース・シルバースタインが声をあてた[41]。
- プレイヤーキャラクターとして登場
  - 『MARVEL ULTIMATE ALLIANCE』：ノーラン・ノースが声をあてた[42]。
  - 『MARVEL ULTIMATE ALLIANCE 3: The Black Order』：ダウンロード可能なプレイヤーキャラクターとして登場し、ギデオン・エメリーが声をあて、DLC『マーベル・ナイツ：Curse of the Vampire』で追加された[43]。
  - 『MARVEL ストライクフォース』
- アンロックプレイヤーキャラクターとして登場
  - 『Marvel Heroes』：ロビン・アトキン・ダウンズが声をあてた[44]。
  - 『LEGO マーベル スーパー・ヒーローズ ザ・ゲーム』[45]
  - 『LEGO マーベル スーパー・ヒーローズ 2 ザ・ゲーム』[46]
  - 『MARVEL オールスターバトル』[47]
  - 『マーベル・フューチャーファイト』[48]
- 『マーベル・フューチャーレボリューション』：ギデオン・エメリーが声を担当し、2つの姿で登場。片方は“Omega Flight
”のメンバーであり、もう1人はウルトロンに征服されたアース5468唯一の生き残りである。
- 『フォートナイト バトルロイヤル』：ムーンナイトのコスチュームが購入可能なコスチュームとして登場[49]。

### その他
- 『アベンジャーズ・キャンパス』：MCU版のマーク・スペクター/ムーンナイトとスティーヴン・グラント/Mr.ナイトがグリート・キャラクターとして登場する[50][51]。